# Assoungha
Le département d'Assoungha est un des 4 départements composant la région du Ouaddaï au Tchad. Son chef-lieu est Adré.

## Subdivisions
Le département d'Assoungha est divisé en 6 sous-préfectures :
- Adré
- Hadjer Hadid
- Mabrone
- Borota
- Molou
- Tourane

## Administration
Préfets d'Assoungha (depuis 2002)
- 11 juin 2007 : Allatchi Galmaï
- 11 septembre 2007 : Abbadi Sayir Fadoul
- ? : Oumar Bourkou
- 3 novembre 2009 : Nokour Allatchi[1]